# Everytime We Touch (Cascada-dal)
Az Everytime We Touch a Cascada elnevezésű német formáció harmadik kislemeze az Everytime We Touch című albumról. A dal szerzői Yann Peifer és Manuel Reuter voltak, a produceri munkákat is ők végezték. Az Egyesült Államokban 2005. augusztus 16-án jelent meg a Robbins Entertainment gondozásában. Később nemzetközi szinten több országban is megjelent többek között a Zooland Records, All Around The World és Universal Music Group kiadók közreműködésével. Zeneileg a felvételt az eurodance stílus jellemzi, dalszövegének refrénje Maggie Reilly azonos című dalából származik.
A felvétel pozitív értékeléseket kapott a kritikusoktól, többségük dicsérte az europop hangzásvilágot, valamint az amerikai sikerek mellett sem siklottak el szó nélkül. A szám viszont más országok slágerlistáin is jelentős eredményeket ért el: első helyezett lett Írországban és Svédországban, míg Ausztria, Franciaország, Németország és az Egyesült Királyság listáin a top 5-ös szegmensig jutott. Az USA-ban tizedik helyezett lett a Billboard Hot 100-on, valamint 1 millió eladott példány után platina minősítést kapott. A dalhoz tartozó videóklipben az együttes énekesnője, Natalia Horler látható egy könyvtárban.

## Háttér
A dalt Stuart MacKillop, Maggie Reilly és Peter Risavy szerezték, producere DJ Manian és Yanou, a Cascada két lemezlovasa volt. A számot Németországban, Kölnben és Erkrathban vették fel.
A felvétel 2005. augusztus 16-án jelent meg maxi kislemezként az Egyesült Államokban. Kislemez formájában 2006. július 14-én Csehországban került kiadásra. Később a francia iTunes-on jelent meg 2006. március 31-én maxi kislemezként, majd október 23-án digitális formában. A maxi változat különböző remixeket tartalmaz. Ausztriában 2006. szeptember 4-én jelent meg a kislemez kilenc dalos változata. 2006. december 22-én Németországban vált megvásárolhatóvá a szám.

## Összetétele és remixek
Az Everytime We Touch egy f-mollban komponált dal. Terjedelme: három perc és tizenhat másodperc. Felismerhetőek benne az eurodance elemek, ugyanakkor jellemzi a dalt a lábdob, szintetizátor és dobgép használata is.
A maxi kislemezen található remixek euro-rave stílusjegyeket tartalmaznak.

## Dallista
- USA Maxi

1. Everytime We Touch - 03:19
2. Everytime We Touch (Rocco vs Bass-T Remix Radio Edit) - 3:06
3. Everytime We Touch (Dan Winter Radio Edit) - 3:38
4. Everytime We Touch (Verano Radio Edit) - 3:23
5. Everytime We Touch (Original Mix) - 5:34
6. Everytime We Touch (Rocco vs Bass-T Remix) - 5:42
7. Everytime We Touch (Dan Winter Remix) - 6:37
8. Everytime We Touch (Scarf! Remix) - 5:34
9. Everytime We Touch (Verano remix) - 5:50